# Winfried Kretschmann
Winfried Kretschmann (n. 17 mai 1948, Spaichingen, Baden-Württemberg) este un politician ecologist german, ministru-prezident al landului Baden-Württemberg din 12 mai 2011.
Concomitent, din 1 noiembrie 2012 până în 31 octombrie 2013, a fost al 67-lea președinte al Bundesratului, camera superioară a parlamentului german. Kretschmann este primul președinte de land ales din partea Bündnis 90/Die Grünen. În anul 2016 a câștigat din nou alegerile din landul Baden-Württemberg, după ce a susținut demonstrativ cursul cancelarei Angela Merkel (CDU) în chestiunea crizei refugiaților, spre deosebire de premierul bavarez Horst Seehofer, al cărui partid CSU face parte din coaliția guvernamentală de la Berlin. În anul 2021 Kretschmann a fost reales.